# Anthurium kusuense
Anthurium kusuense är en kallaväxtart som beskrevs av Thomas Bernard Croat. Anthurium kusuense ingår i släktet Anthurium och familjen kallaväxter. Inga underarter finns listade.